# Stacja Narciarska Kasina w Kasinie Wielkiej
Stacja Narciarska Kasina w Kasinie Wielkiej (zapis stylizowany Kasina) – ośrodek narciarski położony w pobliżu Kasiny Wielkiej w Beskidzie Wyspowym na północno-zachodnim zboczu Śnieżnicy (1 006 m n.p.m).

## Wyciągi
W skład kompleksu wchodzą:
- wyciąg krzesełkowy 6-osobowy, firmy Doppelmayr, o długości 1100 m i przepustowości 3000 osób na godzinę (czas jazdy – 4 minuty),
- wyciąg Sunkids (taśma narciarska) o długości 100 m (dla dzieci, do nauki jazdy na nartach i snowboardzie).

## Trasy
| Nazwa trasy | Trudność  | Start                                         | Start                 | Meta                               | Meta                  | Dłu- gość (m) | Prze- wyż- sze- nie (m) | Na- chy- le- nie (%) | Oś- wie- tle- nie | Sztucz- ne naśnie- żanie | Homologacja FIS | Homologacja FIS | Uwagi |
| Nazwa trasy | Trudność  | nazwa                                         | wyso- kość (m n.p.m.) | nazwa                              | wyso- kość (m n.p.m.) | Dłu- gość (m) | Prze- wyż- sze- nie (m) | Na- chy- le- nie (%) | Oś- wie- tle- nie | Sztucz- ne naśnie- żanie | numer           | ważna do        | Uwagi |
| ----------- | --------- | --------------------------------------------- | --------------------- | ---------------------------------- | --------------------- | ------------- | ----------------------- | -------------------- | ----------------- | ------------------------ | --------------- | --------------- | ----- |
| 1           | czerwona  | górna stacja wyciągu krzesełkowego            | 902                   | dolna stacja wyciągu krzesełkowego | 610                   | 1250          | 292                     | 23                   | tak               | tak                      |                 |                 |       |
| 2           | niebieska | górna stacja wyciągu krzesełkowego            | 902                   | dolna stacja wyciągu krzesełkowego | 610                   | 1450          | 293                     | 20                   | tak               | tak                      |                 |                 |       |
| 3           | zielona   | w pobliżu dolnej stacji wyciągu krzesełkowego |                       |                                    |                       | 120           | 11                      | 9                    | tak               | tak                      |                 |                 |       |

W ofercie znajduje się 2820 m tras zjazdowych o różnym stopniu trudności. Trasy są sztucznie naśnieżane, ratrakowane (stacja dysponuje 2 ratrakami) i oświetlone.
Stacja jest członkiem Stowarzyszenia Polskie stacje narciarskie i turystyczne.

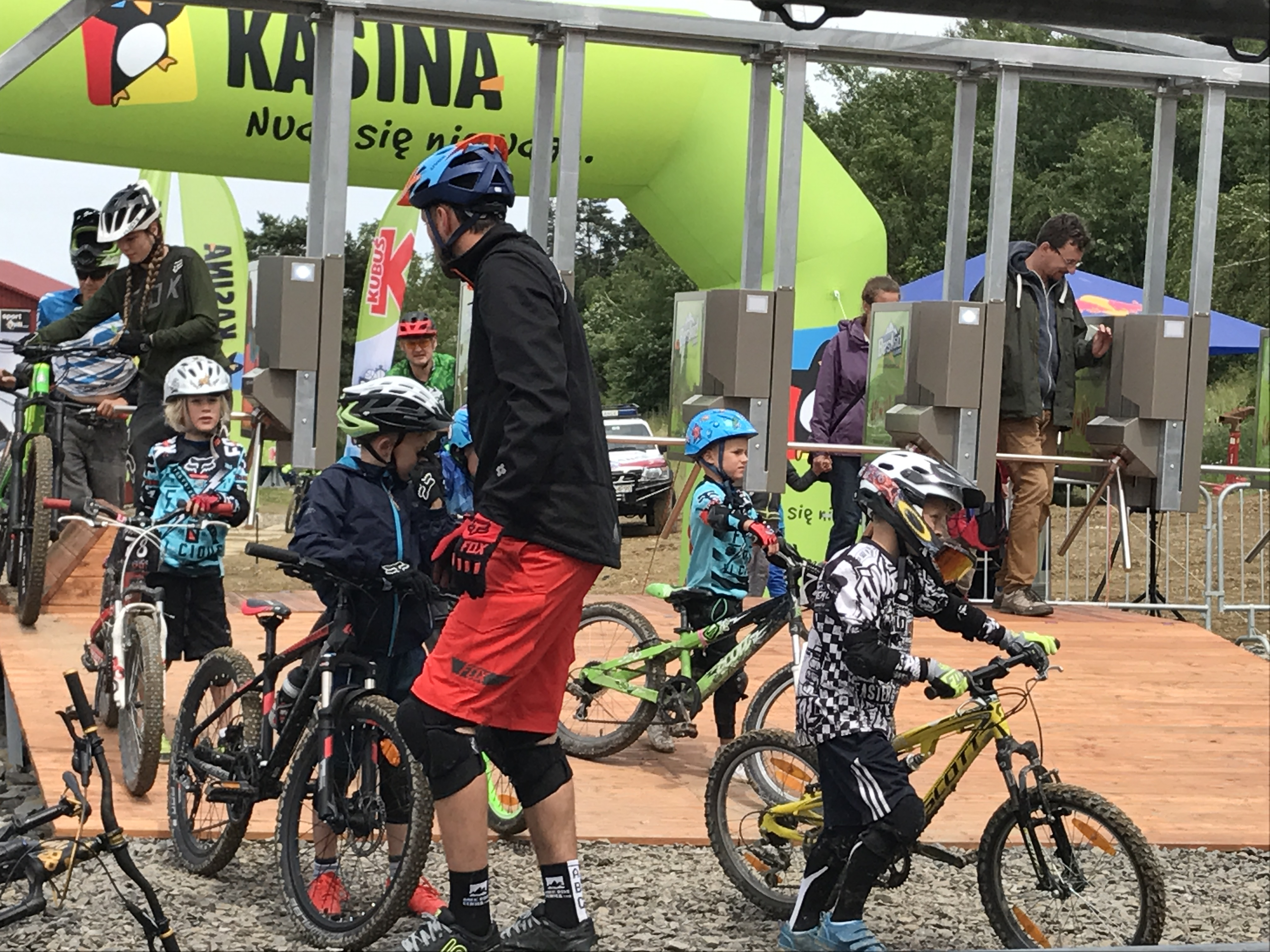
Bike park Kasina

## Pozostała infrastruktura
Przy dolnej stacji wyciągu krzesełkowego znajdują się:
- karczma, punkt gastronomiczny i sklep
- serwis i wypożyczalnia sprzętu narciarskiego
- parkingi
- taras widokowy
- arena młodego rowerzysty (siłownia zewnętrzna, tematyczny plac zabaw, pumptrack)
- bike park Kasina
- Muzeum Motorowerów Moped Retro[3]

W pobliżu szczytu Śnieżnicy (na południowym zboczu) znajduje się Młodzieżowy Ośrodek Rekolekcyjny – Schronisko na Śnieżnicy.
W sezonie letnim, na terenie stacji narciarskiej można korzystać również z bike parku. Dla miłośników mocnych wrażeń przygotowanych zostało 9 tras typu singiel track i downhill.

## Operator
W latach 2002–2013 operatorem i właścicielem stacji były Beskidzkie Stacje Narciarskie Sp. z o.o. z siedzibą przy Al. Wolności 19, 33-300 Nowy Sącz. Spółka została zarejestrowana w KRS w październiku 2002 roku. 
W 2013 r. zmienił się właściciel stacji. Spółka zmieniła m.in. nazwę, zarząd i adres siedziby. Obecnie spółka nazywa się Kasina Sp. z o.o., prezesem zarządu jest Sławomir Pala.
Operator kompleksu tworzy Grupę Pingwina skupiającą pięć całorocznych obiektów narciarsko-rowerowych, które znajdują się w Beskidach (Słotwiny Arena w Krynicy-Zdrój, Skolnity Ski&Bike w Wiśle, Czarny Groń w Rzykach, Kasina Ski&Bike w Kasinie Wielkiej) oraz na Mazurach (Kurza Góra w Kurzętniku).

## Historia

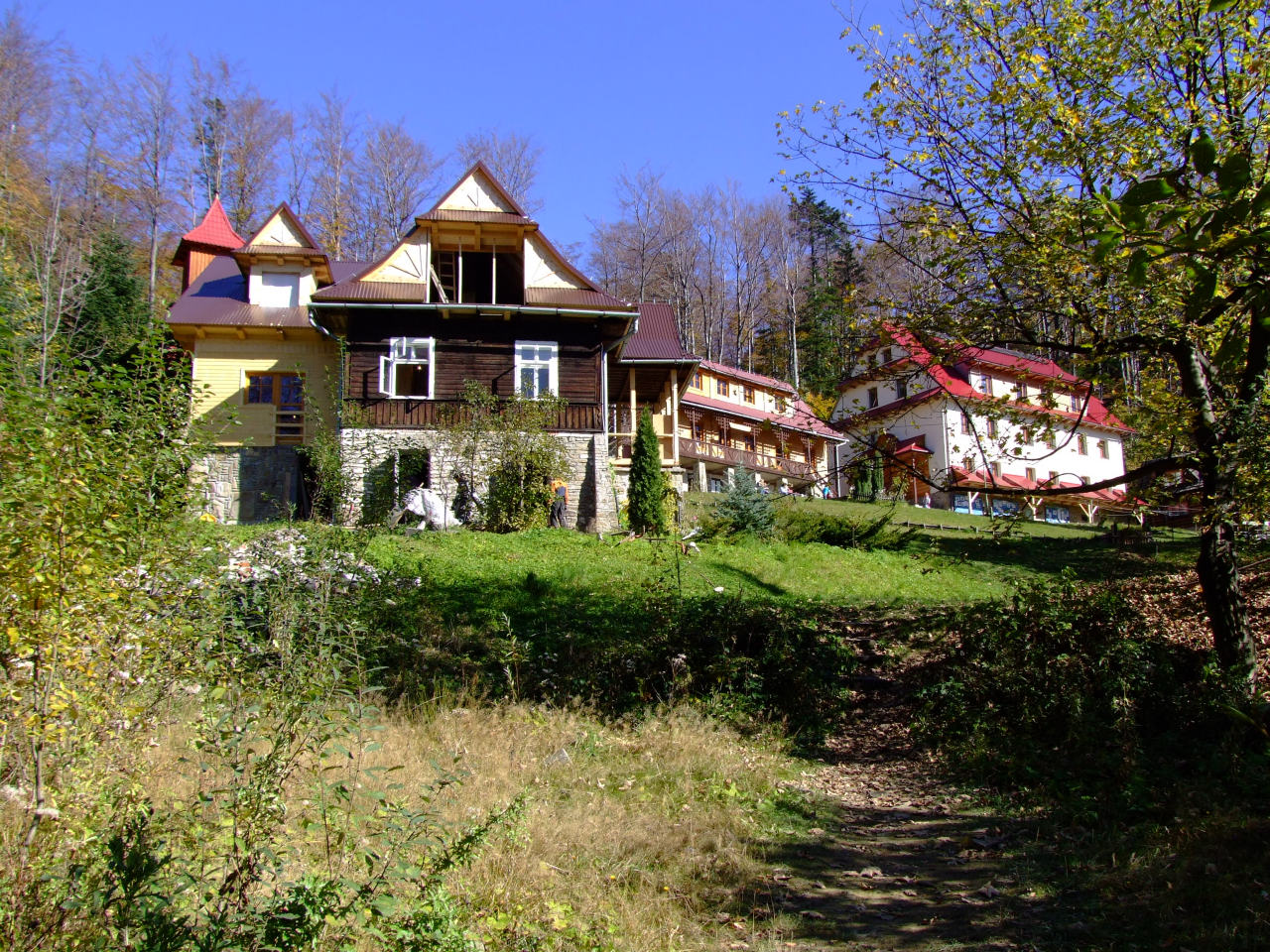
Schronisko na Śnieżnicy

Parking przy dolnej stacji wyciągu krzesełkowego znajduje się w miejscu, w którym kiedyś był dworzec PKP linii kolejowej Chabówka–Nowy Sącz–Lwów (obecnie przystanek kolejowy Kasina Wielka). Znajdujący się tu XIX-wieczny budynek stacyjny wielokrotnie stanowił scenerię dla filmów m.in. Karol. Człowiek, który został papieżem, Lista Schindlera, Boże skrawki, Szatan z siódmej klasy (wersja z 2006 r.), czy Katyń.
Przed 2002 rokiem znajdował się tu długi, wysłużony wyciąg orczykowy i stroma trasa zjazdowa. Spółka Ryszarda Fryca kupiła ośrodek w 2002 roku.
Po rejestracji spółki Beskidzkie Stacje Narciarskie w październiku 2002 roku jej pierwszym przedsięwzięciem było przygotowanie do sezonu zimowego oraz rozpoczęcie działania Stacji w Kasinie Wielkiej w 2003 roku. Zakupiono system automatycznego pobierania opłat za wejście, wyciąg orczykowy i ratrak z wyposażeniem.
W roku 2003 przeprowadzono prace remontowo-modernizacyjne, zakup maszyn i urządzeń m.in.: stacji transformatorowej oraz urządzeń odpowiedzialnych za system śnieżenia: pompowni i sterowni. Koszt inwestycji wyniósł 100 000 euro, a realizacja sfinansowana została w 50 % ze środków własnych spółki, a w 50 % ze środków uzyskanych w postaci dotacji. Projekt został zakwalifikowany do dofinansowania w ramach Programu Phare 2002 SSG – 2002/000-580-06.05 – Regionalny Program Wsparcia Małych i Średnich Przedsiębiorstw – Przedsiębiorczość w Polsce. Dotację pozyskano za pośrednictwem firmy doradczej Talento – Fundusze Europejskie.
Wyciąg krzesełkowy oddano do użytku w grudniu 2006 roku.
Po przebudowie ośrodka w 2016 r. wymieniono istniejącą 4-osobową niewyprzęganą kolej krzesełkową na 6-osobową kolej krzesełkową z przesłonami przeciwwiatrowymi Doppelmayr.
Od roku 2017 działa na terenie stacji narciarskiej Bike Park Kasina.
Dzięki pozyskanej dotacji w 2018 roku w ramach Regionalnego Programu Operacyjnego Województwa Małopolskiego na lata 2014–2020 (RPO WM), Działanie 6.3 Rozwój wewnętrznych potencjałów regionu, Poddziałanie 6.3.1 Rozwój lokalnych zasobów subregionów, zbudowano „Arenę Młodego Rowerzysty”.
W 2018 roku zamieniono istniejący wyciąg orczykowy dla początkujących na taśmę narciarską Sunkids.
W ramach kolejnych plebiscytów „Najlepsza Stacja Narciarska Małopolski – bezpiecznie i rozważnie” organizowanych przez portal internetowy Onet i Gazetę Krakowską Stacji przyznano zarówno w sezonie 2009/2010, jak i 2010/2011 III miejsce w kategorii „duże stacje narciarskie”.
3 lipca 2023 roku oddano w budynku górnej stacji narciarskiej Muzeum Motorowerów Moped Retro. Pokazana kolekcja liczy prawie 100 eksponatów.